# Les Chalesmes
Les Chalesmes es una localidad y comuna francesa situada en la región de Franco Condado, departamento de Jura, en el distrito de Lons-le-Saunier y cantón de Planches-en-Montagne.

## Demografía
| 110 | 116 | 96 | 88 | 78 | 90 | 83 |
| Para los censos de 1962 a 1999 la población legal corresponde a la población sin duplicidades (Fuente: INSEE [Consultar]) |     |    |    |    |    |    |